# 孔斯坦萨纳
孔斯坦萨纳，是西班牙卡斯蒂利亚-莱昂阿维拉省的一个市镇。 总面积27km2, 总人口171人（2001年），人口密度6人/km2。